# Casa Galiana
La Casa Galiana, referida también como el edificio de la calle del Cañón, 1, es un inmueble residencial de estilo ecléctico de Cartagena (Región de Murcia). Fue construido en la década de 1920 bajo proyecto del arquitecto Víctor Beltrí, y se encuentra en el casco antiguo de la ciudad española.

## Historia

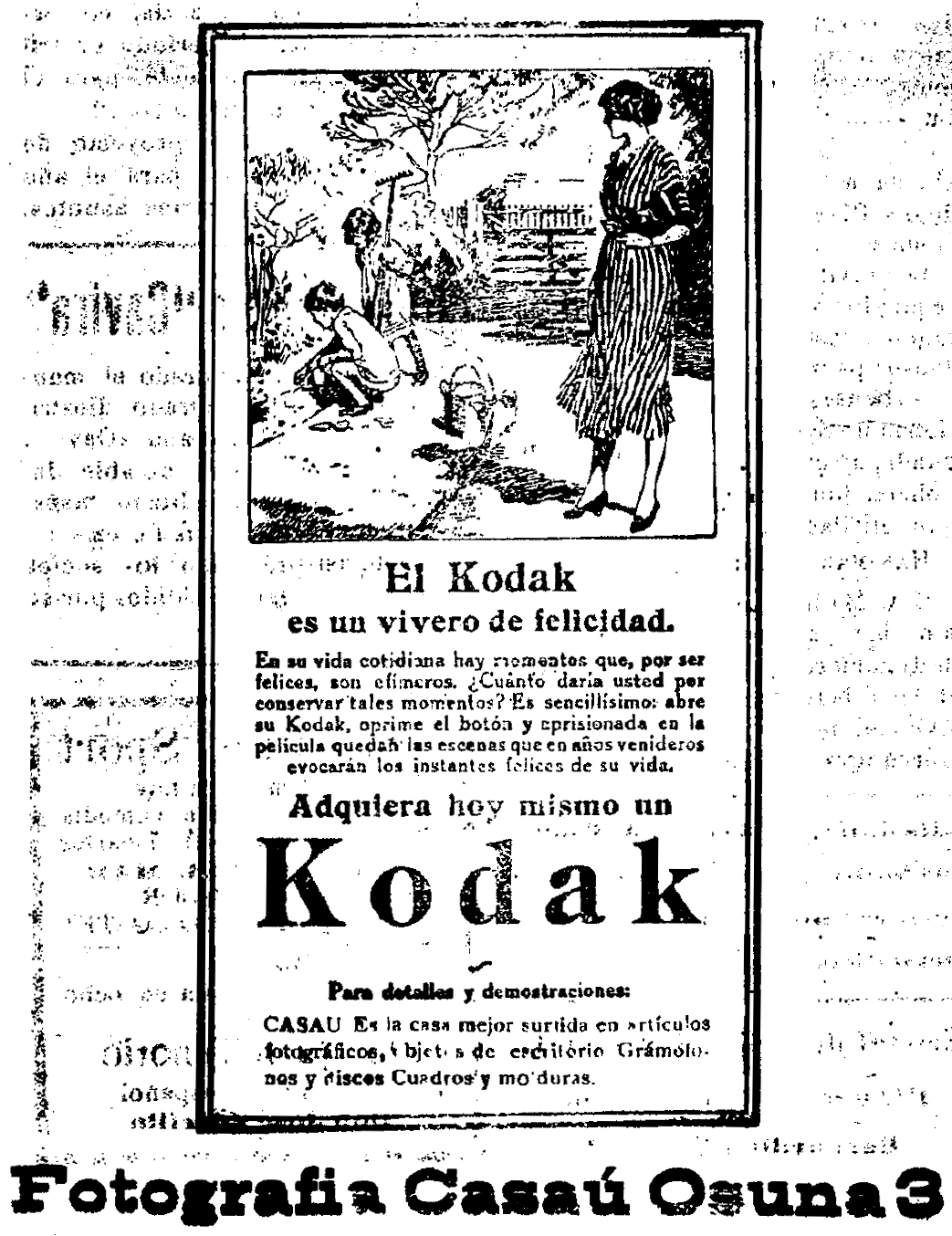
Anuncio de productos de Kodak en el periódico El Porvenir en 1927, con la dirección del estudio de Casaú.

La Casa Galiana fue por primera vez objeto de interés académico de manos de Cegarra Beltrí (2005), quien lo atribuyó a Víctor Beltrí y fechó su construcción hacia 1925. Posteriormente, Rodríguez Martín (2016) pudo confirmar la autoría del arquitecto catalán y matizar la cronología de la obra en base a la consulta del proyecto, datado en 1927.
El actual edificio se sitúa en el número 3 de la calle del Cañón –antiguamente, Osuna–, luego reasignado al 1, y fue realizado a encargo de Emilia Galiana Payrot previo derrumbe del existente hasta entonces, que había que había alojado desde 1911 la primera tienda-estudio del fotógrafo José Casaú. Corresponde a un periodo en que Beltrí, adherido a los preceptos de la Secesión de Viena desde mediados de los años 1910, empieza según Rodríguez Martín a alejarse de los cánones modernistas: «se macizan los miradores, se simplifican las formas, se utilizan columnillas y algunas guirnaldas, aparece la aplicación de azulejos bicolor o en damero y se va abandonando progresivamente la decoración de las décadas precedentes». En los últimos tiempos, con la puesta en valor del legado de Víctor Beltrí, la Casa Galiana ha sido incluida en rutas que repasan su trabajo en Cartagena.

## Arquitectura
El estilo del edificio ha sido clasificado como ecléctico. En la fachada, cuya fábrica se compone de ladrillo caravista, destaca su estructura en tres ejes, con el central dedicado a un mirador sostenido por pilastras –sencillas en los extremos, y esbeltas y con capiteles de motivos vegetales en el interior– y coronado por un frontón. A sus laterales se emplaza una hilera de balcones de forja sostenidos por losas con ménsula, separados a su vez entre sí por metopas en la parte superior de los huecos.
Cegarra Beltrí subrayó la similitud con otros ejemplos de la arquitectura beltriniana en Cartagena, tales como el edificio de la plaza de San Francisco, 2, explicada por la propensión del catalán a repetir diseños durante sus últimos años de vida. Rodríguez Martín coincidió por su parte en esta afirmación, encontrando además semejanzas entre aquel y el erigido para Antonio Torres en la calle Mayor.

## Protección y conservación
El inmueble disfruta de un grado de protección de nivel 3 –ambiental– en virtud del Plan General de Ordenación Urbana de Cartagena de 2005, estableciendo la obligatoriedad de preservar los elementos originales de la fachada. En el año 2005 su estado de conservación era descrito por Cegarra Beltrí como «mediocre», si bien ha sido sometido ulteriormente a obras de restauración.